# Abra de Poitiers
Santa Abra (ca. 343 - 360) era a filha de Hilário de Poitiers e foi também reconhecida como santa.

## Vida e obras
Nasceu antes que seu pai tivesse se convertido ao Cristianismo e feito bispo. Por conselho dele, ela fez voto de virgindade e se tornou freira. Durante o exílio de seu pai na Frígia, ela e a mãe permaneceram em Pictávio. Morreu logo após ele retornar em 360 e é festejada em 12 de dezembro.